# Brie, Ille-et-Vilaine

Brie este o comună în departamentul Ille-et-Vilaine, Franța. În 1 ianuarie 2022 avea o populație de 1.014 de locuitori.